# 顧寶文
顧寶文（1970年7月9日—2023年7月14日），台灣指揮家、琵琶演奏家，1970年生於台北市，美國南卡羅來納大學音樂藝術博士。生前在國立台南藝術大學中國音樂學系担任專任教授。

顧寶文與桃園市國樂團於桃園國樂節開幕音樂會

## 生平
顧寶文十二歲開始學習音樂，多次獲得全國大賽之首獎。進入國立藝術專科學校（現國立台灣藝術大學）、中國文化大學及國立藝術學院（現國立台北藝術大學）研究所就讀。後獲得全額獎學金進入美國林登伍德大學攻讀藝術碩士，並於美國南卡羅來納大學音樂學院隨指揮大師唐納德·波特內（Donald Portnoy）攻讀管絃樂指揮博士。2023年7月14日突然離世，享年53歲，於8月4日在高雄第一殯儀館舉行告別追思會。

### 職業生涯
顧氏返回臺灣後多次專任指揮知名樂團，如高雄市國樂團與新加坡華樂團等。2010年顧寶文榮獲中國文藝協會中國文藝獎章音樂指揮獎、國立台灣藝術大學傑出校友，2012年獲聘為新加坡華樂團首任及安徽交響樂團/安徽民族管弦樂團 （页面存档备份，存于）之常任客席指揮。此外，亦獲頒國立台南藝術大學100年度「本校教師創作展演及研究成果」獎勵之全校第二名；國立台南藝術大學102年度「本校教師創作展演及研究成果」獎勵之全校第一名；國立台南藝術大學102年度「本校教師創作展演及研究成果」獎勵之卓越成就獎；國立台南藝術大學103年度「本校教師展演創作及研究成果」獎勵之全校第三名；2014年第25屆金曲獎傳統暨藝術音樂類獲「最佳製作人」、「最佳民族音樂專輯」兩項入圍；2016年第27屆金曲獎傳統暨藝術音樂類獲「最佳詮釋獎（指揮）」、「最佳傳統音樂專輯」、「最佳專輯製作人」三項入圍，並獲頒「最佳專輯製作人」獎項。
2023年，因擔任教職滿20年服務成績優良，獲頒二等服務獎章。
2011年顧寶文創立台灣愛樂民族管絃樂團，成員來自大專院校教授、中小學教師、自由音樂家及高中級以上在學學生約七十五人所組成。
顧寶文除了指揮與琵琶外，亦擅長鋼琴、打擊樂器及大提琴。並曾主持台北愛樂電台國樂節目《東方古典》。

### 著作
顧氏於2021年10月出版《指揮的落棒與起棒──理論的、藝術的、效率的》；2023年1月出版《九首民族管絃樂名曲──指揮與詮釋法實務入門導讀》。

### 琵琶獲獎紀錄
於1987年與1992年兩度獲得臺北市民族器樂大賽（琵琶項目）冠軍。